# Vleet (vis)
De vleet (Dipturus batis) is een vis uit de familie Rajidae die voorkomt in het noordoosten en het oosten van de Atlantische Oceaan en in de Middellandse Zee. De wetenschappelijke naam van de soort werd in 1758 als Raja batis gepubliceerd door Carl Linnaeus.

## Kenmerken
De vleet kan een lengte bereiken van 285 cm, de gemiddelde lengte ligt bij de 1 meter. Het lichaam van de vis ziet er afgeplat uit. De mond zit aan de onderkant van de kop. De bovenkant van de vleet is grijsbruin met rode en ovale gele vlekken. Van onder grijs met zwarte stippen. Over de staart loopt een rij stekels.

## Leefwijze
Het dieet van de vis bestaat hoofdzakelijk uit dierlijk voedsel macrofauna, zoals platvissen, wormen en kreeftachtigen. Ze zijn zowel dag- als nachtactief.

## Verspreiding en leefgebied
De vleet is een zoutwatervis die voorkomt in de subtropische wateren van de Atlantische Oceaan en zeldzaam in de Middellandse Zee. De diepte waarop de soort voorkomt is 100 tot 1000 m, maar meestal tussen 100 en 200 m.

## Relatie tot de mens
De vleet is voor de visserij van beperkt commercieel belang. In 1987 werd de vleet nog beschouwd als een vis die langs de Nederlandse kust minder algemeen voorkwam. De vleet kwam vroeger veel voor in de kustwateren van de Britse Eilanden. In de loop van de 20e eeuw is het aantal sterk afgenomen. Zo is de vleet praktisch verdwenen uit de Ierse Zee, Het Kanaal en de zuidelijke Noordzee. De vleet wordt nog wel gevangen op de rand van het continentaal plat en ten noordwesten van Schotland. De soort is daarom volgens de Rode Lijst van de IUCN een ernstig bedreigde diersoort.